# Martha Zavaleta
Martha Zavaleta (Ciudad de México, 8 de enero de 1944) es una actriz y productora mexicana. Egresada de la carrera de Letras Hispánicas de la Facultad de Filosofía y Letras de la UNAM inició su carrera como actriz y productora de teatro universitario en el año 1967 logrando para dicha compañía el  Primer Gran Premio del Festival de Nancy (Francia), y medallas de plata de los festivales de Varsovia y de Reims.
En 1967 se incorporó a la empresa Telesistema Mexicano (hoy Televisa) donde ha participado en más de medio centenar de telenovelas como colaboradora de los productores Ernesto Alonso y Miguel Sabido
Fundó los centros de capacitación de Televisa en 1978 donde se prepararon estrellas como Thalía, los grupos Timbiriche, Fresas con crema, Flans y los integrantes del programa ¡¡Cachún Cachún Ra Ra!!, mismo en el que actuó y dirigió durante 8 años.
Fue colaboradora en la vicepresidencia de investigaciones de Televisa, que dio origen al canal cultural de esta empresa donde se hizo cargo del desarrollo de sus conductores. También estuvo en uno de los episodios del “El chavo del 8” interpretando a “Elizabeth”.
En 1995 estuvo a cargo de la Dirección Corporativa de Servicios académicos de Televisa llevando a 500 ingenieros hasta su titulación y organizando en 1997 el primer evento Espacio 97.
Al fallecer Emilio Azcárraga Milmo fue llamada por Televisión Azteca para producir el programa Disney Club hasta que abandonó dicha empresa para fundar "Producciones Zavaleta" dedicada a dar servicio a empresas que requieren Eventos y Videos.

## Trayectoria

### Teatro
- Soldadera (2011) En el Centro Cultural Universitario.[2]
- El Show de los Cachunes (musical de 1983).... Profesora Bonilla, alias "Godzilla"

### Telenovelas
- Atrévete a soñar (2009) ... Jueza de espectáculo
- Muchacha de barrio (1979) …. Delfina
- Pecado de amor (1978) …. Rosa
- Acompáñame (1978) …. Yolanda
- La tierra (1974) …. Petra
- La hiena (1972) …. Anabella
- El carruaje (1972) .... Chole
- Las gemelas (1972) …. Conchita Ojeda
- Muchacha italiana viene a casarse (1971) … Carmen
- La Constitución (1970) …. Prudencia
- Sin palabras (1969) …. Kapo
- Los Caudillos (1968) …. Áldiga
- El padre Guernica (1968)

### Programas de TV
- El chavo del ocho (1974) - Elizabeth.
- ¡¡Cachún cachún ra ra!! (1981) - Profesora Bonilla, alias "Godzilla" (1981-1987)
- Buscando a timbiriche la Nueva banda (2007) - Jurado
- La rosa de Guadalupe (2011 - 2017)

El precio de un error (2011) -
Carmelita 
- Más allá de la mujer (2011) - Alicia
- Como dice el dicho (2013)
- 40 y 20 (2018) - Abuela toña

### Película para televisión
- Las vecinas (2006)

### Películas
- A ritmo de salsa (1994)
- ¡¡Cachún cachún ra-ra!! (Una loca, loca, preparatoria) (1984) …. Profesora Bonilla, alias "Godzilla"
- Las noches del Blanquita (1981)
- A fuego lento (1980) …. Concha
- Divinas palabras (1977) …. Tatula
- Celestina (1976) …. Areusa
- Simón Blanco (1975) …. Comadre
- Presagio (1975)
- Patsy, mi amor (1969) … Pioquinta
- Los recuerdos del porvenir (1969)
- Los caifanes (1967) ... La Elota
- Amor, amor, amor (segmento "Lola de mi vida") (1965)